# كام سيفرسون
كام سيفرسون هو لاعب هوكي جليد كندي، ولد في 15 يناير 1978 في Canora, Saskatchewan ‏ في كندا.

## وصلات خارجية
- كام سيفرسون على موقع دوري الهوكي الوطني (الإنجليزية)
- كام سيفرسون على موقع قاعة مشاهير الهوكي (لاعب أن.إتش.أل) (الإنجليزية)
- كام سيفرسون على موقع EliteProspects.com (الإنجليزية)
- كام سيفرسون على موقع Eurohockey.com (الإنجليزية)
- كام سيفرسون على موقع HockeyDB.com (الإنجليزية)
- كام سيفرسون على موقع Hockey-Reference.com (الإنجليزية)